# Orange, Kalifornija
Orange (naranča na engleskom) grad je u američkoj saveznoj državi Kaliforniji, u okrugu Orange. Prema službenoj procjeni iz 2009. godine ima 141.634 stanovnika.
Orange leži 6 km sjeverno od sjedišta okruga, Santa Ane te 45 km jugoistočno od Los Angelesa. Znamenit je po tome što ima jednu od najstarijih gradskih jezgri u Kaliforniji, gdje većina kuća potječe još iz 1920-ih godina.

## Gradovi prijatelji
- Novokosino, Moskva, Rusija
- Orange, Australija
- Orange, Francuska
- Santiago de Chile, Čile
- Santiago de Querétaro, Meksiko
- Timaru, Novi Zeland
- Utrecht, Nizozemska

## Vanjske poveznice
|  | Zajednički poslužitelj ima još gradiva o temi Orange, Kalifornija |

- Službena stranica  Arhivirana inačica izvorne stranice od 23. veljače 2011. (Wayback Machine) (engl.)